# Bergmännische Kunst
Die Bergmännische Kunst ist die Gesamtheit aller Maschinen und technischen Anlagen im Bergbau. Eine einzelne Vorrichtung wurde als Kunst oder Kunstgezeug bezeichnet. Der Begriff wurde bis ins 19. Jahrhundert verwendet, mit dem Aufkommen von Dampfmaschinen und anderen modernen Vorrichtungen wurde der Begriff zunehmend ungebräuchlich. Der Begriff Kunst hat die Bedeutung des griechischen Techne und ist so im Wort Kunsthandwerk enthalten und wurde in den Ingenieursdisziplinen sowohl für das Werk als auch für das Beherrschen der Technik – den Regeln der Kunst – verwendet. Der heutige Begriff von Kunst wird nicht mehr auf diese Weise verwendet.

## Kunstarten

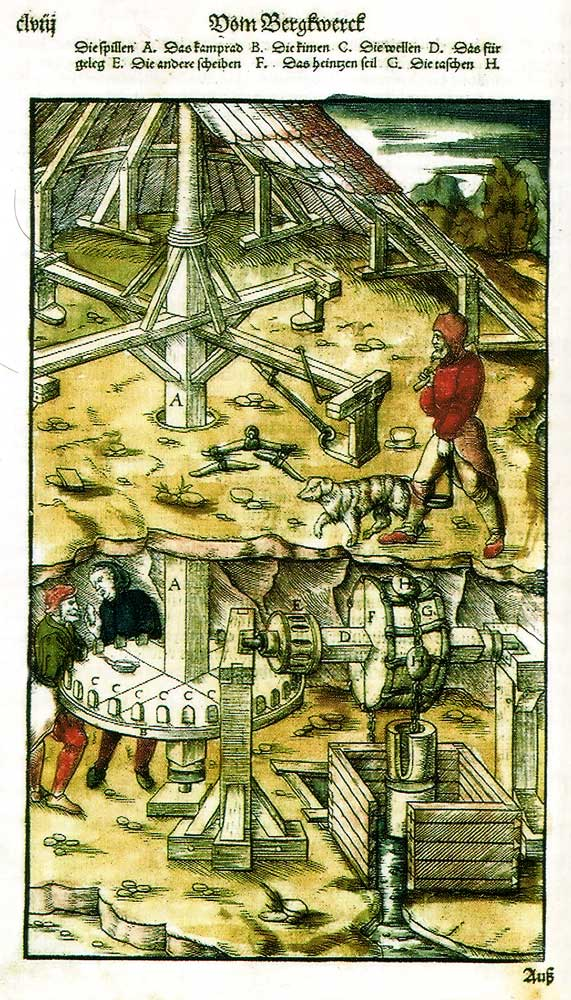
Göpelwerk 1556

Bergmännisches Kunstgezeug

Es gibt verschiedene Arten bergmännischer Künste. Im Wesentlichen wurden Künste im Rahmen der Wasserhaltung zum Herauspumpen des Wassers aus den Gruben (Wasserkunst), zur Beförderung von Personen (Fahrkunst), zur Bewetterung von Grubenbauen über Wetterräder, zum Fördern von Lasten über ein Kehrrad sowie für das Zerkleinern des Fördergutes in Poch- oder Hammerwerken benutzt. Der Antrieb erfolgte fast nur über Wasserräder (Kunstrad, Kehrrad), welche oftmals unter Tage oder in einer Radstube aufgestellt waren. Deshalb galten auch die Kunstteiche und Kanäle (Kunstgräben) als Kunst, die Wasser bis an das Bergwerk heranführten, und ebenso Gestänge (Kunstgestänge), die die Energie vom Wasserrad bis zum Bergwerk übertrugen. Neben der Wasserkraft kamen Windräder und Windmühlen in der Windkunst zum Einsatz. Die Antriebskraft von Menschen oder Pferden wurde in Göpeln benutzt.
Ein weiteres, wenn auch deutlich kleineres Anwendungsgebiet fand die Fördertechnik über Künste im Salinenwesen. Zur Salzgewinnung musste die Sole aus mehrere Meter tiefen Brunnen gehoben werden. Dazu wurden Pumpen oder von Wasserrädern angetriebene Becherwerke verwendet. Allerdings waren Brunnen und Wasserrad oft räumlich getrennt, so dass die Kraft durch ein sogenanntes Feldgestänge übertragen wurde.
Für die Instandhaltung all dieser Anlagen war ein Kunstmeister zuständig, der Ingenieurwissen und Zimmermannserfahrung vereinigen musste. Die Wartung und Bedienung der Künste oblag den Kunstknechten.
Georgius Agricola veröffentlichte 1556 in seinem Buch De re metallica libri XII (Vom Berg- und Hüttenwesen zwölf Bücher) über 250 Holzschnitte mit umfangreichen Beschreibungen aller damals bekannten Bergbaukünste.